# Списак левичарских партија у Србији
Левица у идеолошком смислу подразумева анархизам, комунизам, демократски социјализам, зелено-леву политику, синдикализам, социјалдемократију и социјал-либерализам, односно политичке странке и покрете који се позиционирају од левог центра до крајње левице.

## Списак организација
| Име | Име | Идеологија                                                        |
| --- | --- | ----------------------------------------------------------------- |
|     | Александар Вучић - Заједно можемо све (ЗМС) - Партија уједињених пензионера, пољопривредника и пролетера Србије - Солидарност и правда (ПУПС - Солидарност и правда) - Покрет социјалиста (ПС) - Социјалдемократска партија Србије (СДПС) | Интереси пензионера Левичарски национализам Проевропеизам         |
|     | Анархосиндикалистичка иницијатива (АСИ) | Анархосиндикализам                                                |
|     | Грађански демократски форум (ГДФ) | Проевропеизам                                                     |
|     | Грађански покрет "Један од пет милиона" (1 од 5 милиона) | Грађански активизам                                               |
|     | Демократска странка (ДС) | Социјал-либерализам                                               |
|     | Коалиција око Социјалистичке партије Србије (ИД-ПС) - Социјалистичка партија Србије (СПС) - Зелени Србије (ЗС) | Социјалдемократија                                                |
|     | Левица | Изворна социјалдемократија                                        |
|     | Лига социјалдемократа Војводине - Војвођани (ЛСВ) | Аутономаштво                                                      |
|     | Маркс21 (М21) | Троцкизам                                                         |
|     | Морамо - Заједно - Зелено-леви фронт (ЗЛФ) - Политичка платформа Солидарност (ПП Солидарност) | Зелена политика Прогресивизам                                     |
|     | Нова комунистичка партија Југославије (НКПЈ) | Стаљинизам                                                        |
|     | Партија радикалне левице (ПРЛ) | Марксизам                                                         |
|     | Покрет Европски пут (ПЕП) | Проевропеизам                                                     |
|     | Правац Европа (ПЕ) - Странка слободе и правде (ССП) - Покрет слободних грађана (ПСГ) - Покрет за преокрет (ПЗП) - Удружени синдикати Србије "Слога" (УСС Слога)                                                                           | Социјалдемократија Социјал-либерализам Проевропеизам Синдикализам |
|     | Еколошки устанак (ЕУ) | Зелена политика                                                   |
|     | Промене у фокусу (ПУФ) | Грађански активизам                                               |
|     | Савез социјалдемократа (ССД) | Социјалдемократија                                                |
|     | Социјалдемократска странка (СДС) | Социјалдемократија                                                |
|     | Српска левица (СЛ) | Проевропеизам                                                     |
|     | Странка модерне Србије (СМС) | Социјал-либерализам                                               |